# La Maison Tellier (groupe)
Pour les articles homonymes, voir La Maison Tellier (homonymie) et Tellier.
La Maison Tellier est un groupe de pop et musique folk français, originaire de Rouen, en Normandie. Le style musical du groupe se situe entre musique folk, country, rock et chanson française.

## Biographie
La Maison Tellier est formé à Rouen en 2004 par les faux frères Helmut et Raoul Tellier. Il réunit des musiciens évoluant dans diverses formations (pop, jazz, electro) sous l'égide du folk-rock. Après avoir présenté ses morceaux sur des radios régionales, leur travail est retenu sur la compilation Travaux Publics. Peu après l'arrivée de trois autres Tellier, Léopold, Alphonse et Alexandre, le premier EP La Maison Tellier est enregistré. Il est distribué par le label Euro-visions.
À la rentrée 2005, La Maison Tellier signe avec Euro-Visions, pour la production d'un album éponyme qui paraît en mai 2006. Fin 2007, le groupe sort un deuxième album, Second Souffle, sur le même label. Depuis fin 2007, le groupe part régulièrement en tournée pour défendre ses chansons dans les grands festivals français (Francofolies de la Rochelle, Printemps de Bourges, Le Rock dans tous ses états, Musilac, etc.), et sur la scène de l'Olympia, de la Cigale, du Chabada, du 106, de La Laiterie, et du Stereolux. Les tournées sont internationales, avec notamment le Canada en 2014, la Russie en 2015, mais aussi l'Allemagne, l'Angleterre, la Belgique, et la Suisse[réf. nécessaire].
Leur troisième album, L'Art de la fugue, est publié sur le label 3e bureau de l'éditeur Wagram Music en 2010. Le 14 octobre 2013 sort leur quatrième album, Beauté pour tous sur le label At(h)ome. Une version live, Beauté partout - en concert, sort en octobre 2014. Le single Sur un volcan extrait de l'album passe en boucle à la radio en 2014. Le cinquième album du groupe, Avalanche, sort le 29 janvier 2016 toujours chez At(h)ome.
Le groupe collabore souvent avec d'autres artistes. En 2015, Raoul Tellier écrit plusieurs chansons pour la chanteuse Clarika (album De quoi faire battre mon cœur, sorti en 2016, chez At(h)ome, dont le titre La Cible, chanté en duo avec Helmut Tellier). En 2016, La Maison Tellier enregistre un EP de reprises et invitent Alma Forrer, H-Burns et Emily Loizeau pour interpréter des chansons du Velvet Underground, des Bee Gees et d'Arcade Fire. À la fin 2016, le groupe écrit la bande originale du court métrage Je n'ai pas tué Jesse James, réalisé par Sophie Fortier Beaulieu. En 2017, il crée un spectacle autour de ses chansons les plus inspirées par la littérature avec la comédienne Marina Hands. Ce spectacle, tout d'abord joué à la Maison de la Poésie, se jouera également au Printemps de Bourges 2018 ainsi qu'au Stereolux à Nantes. La même année, avec la compagnie de danse Étant donné, création du spectacle chorégraphique 8 min-lumière, duo dansé mis en musique par La Maison Tellier. En 2018, le groupe créé le label Messalina, puis sort l'album Primitifs Modernes, en mars 2019.
À la fin 2020, Helmut et Raoul écrivent le spectacle 1.8.8.1, une duographie de la Maison Tellier, en collaboration avec la comédienne Julie Anne Roth, puis le jouent sur scène durant l'été et l'automne 2021. En 2022, Jeff Tellier rejoint le groupe à la batterie et un nouvel album est annoncé courant mars de la même année.

## Style musical et influences
L'identité sonore du groupe est un mélange de musique anglo-saxonne (rock, musique folk), d'americana (musique) (blues, country, folk), de chanson française, de musique de films, notamment les bandes originales de Ennio Morricone (cuivres), de paroles mélancoliques, de références littéraires (comme le suggère le nom du collectif, tiré d'une nouvelle de Maupassant), de clins-d'œil cinématographiques et d'humour noir. Ce texte de Maupassant fut publié en 1881 dans un recueil auquel il donna son nom. S'aidant de la diversité musicale de ses membres, La Maison Tellier parsème ses chansons de références éclectiques et adapte par exemple une reprise du Killing in the Name de Rage Against the Machine.
Les paroles des premières chansons du groupe s'inspiraient parfois de l'univers des westerns tels ceux de Sergio Leone ou bien encore de Pat Garrett et Billy le Kid et de celui de films noirs (Usual Suspects) ; sans oublier Délivrance, dont le Dueling Banjos semble resurgir dans l'orchestration de certains titres. Aujourd'hui[Quand ?], la plupart des textes sont inscrits dans notre époque et parlent de sujets contemporains et universels, sans s'interdire des clins d’œil à la littérature ou au cinéma.

## Membres
- Helmut Tellier — chant, guitare
- Raoul Tellier — guitares, banjo, mandoline, chœurs, claviers, programmation
- Léopold Tellier — trompette, cor, bugle, chœurs, claviers
- Alphonse Tellier — basse, contrebasse, chœurs, claviers
- Jeff Tellier — batterie (depuis 2022)

## Discographie

### Singles
- 2005 : La Maison Tellier
- 2005 : À la petite semaine
- 2006 : Cactus Kid
- 2010 : Suite Royale, Il n'est point de sot métier #2, La Peste, L'Art de la Fugue (84e des classements français[7])
- 2013 : Sur un volcan, Beauté pour tous (120e des classements français[7])
- 2014 : Un bon Français
- 2016 : Amazone, Avalanche (89e des classements français[7])
- 2019 : La Horde
- 2019 : Chinatown
- 2019 : Laisse-les dire
- 2022 : Atlas